# Яссир ат-Таифи
Яссир ат-Таифи (араб. ياسر الطائفي‎, род. 10 мая 1971, Саудовская Аравия) — саудовский футболист, игравший на позиции защитника за клуб «Эр-Рияд». Участник чемпионата мира 1994 года в составе национальной сборной Саудовской Аравии.

## Клубная карьера
На клубном уровне с 1988 года играл за столичный «Эр-Рияд», в составе которого выиграл Кубок наследного принца Саудовской Аравии в сезоне 1993/1994 и Кубок Саудовской Федерации футбола в сезоне 1994/1995. В 1995 году получил травму, восстановление после которой потребовало 2 года без игровой практики. В 2000 году, находясь за рулём автомобиля, попал в ДТП, в котором погиб его друг, а сам ат-Таифи получил тяжёлые травмы, что послужило причиной для завершения игровой карьеры в 28 лет. Ныне работает тренером в академии.

## Карьера в сборной
19 октября 1994 года дебютировал в официальных матчах в составе национальной сборной Саудовской Аравии в товарищеском матче против США (2:1). В течение того же года провёл в составе национальной сборной 6 матчей. В том же году был вызван на чемпионат мира в США, где саудовцы неожиданно для многих преодолели групповой этап и прошли в плей-офф, но сам ат-Таифи в играх мундиаля на поле не выходил. Кроме того, он принял участие в Кубке наций Персидского залива 1994, где выходил на поле во всех пяти матчах, однако в дальнейшем в ряды сборной не привлекался.

## Достижения
«Эр-Рияд»
- Кубок наследного принца Саудовской Аравии: 1993/1994
- Кубок Саудовской Федерации футбола: 1994/1995